# 白い服の男
「白い服の男」（しろいふくのおとこ）は、星新一の短編SF小説（ショートショート）。
初出は「SFマガジン」1968年9月号。

## あらすじ
世界大戦後の世界。白い制服を着用する主人公の男は特殊警察機構89605分署の署長で、今日も職務に励んでいた。特殊警察機構とは超法規的存在で、無差別盗聴や密告を駆使し、市民を監視していた。しかし、凶悪犯罪の証拠をつかんでも無視し、一般警察が担当する仕事には一切口出ししなかった。彼らが取り締まる対象はただひとつ、「セ」だけだった。特殊警察に捕らえられた者は拷問により取り調べられた後、広場で「人類の敵」として公開処刑される。この時代でも当然許されざる行いだが、「セ」に関しては別だった。
管轄下の閉鎖図書館では、過去の文献・情報の書き換えや、焼却を行い、さらに古戦場や城跡の遺物を処分し、存在理由を捏造するなど、徹底して「セ」、つまり「戦争」（作中ではその言葉を恐ろしがって誰もが「セ」としか言わない）に関する証拠の抹消を図っていた。
通報を受け、新たな事案に向かう主人公は、己の白い制服を見やり、誇らしげに地球を救う医師になぞらえるのだった。

## 背景
平和を維持するために、戦争という概念そのものの抹消を図り、その概念に触れただけで徹底的に弾圧されるという世界を描いている。
この考え方は、星の記したエッセイ「平和学」に、
戦争とはなにかなど、知らないほうがいいのである。（中略）戦争という習慣をここで断ち切ることができるのではなかろうか。
また
世界平和の状態とは（中略）精神的、物質的な負担が要求されるかもしれない。おそらくは戦争よりはるかに難事業であろう。
と述べてられている。

## 映像化
- 1974年秋に西ドイツでドラマ化されて放送された[4]。
- 2022年にNHKBSプレミアムの『星新一の不思議な不思議な短編ドラマ』でドラマ化された。

## 収録書籍
1968年に早川書房から刊行された『午後の恐竜』、および1974年に『午後の恐竜』を分冊して文庫化した『白い服の男』に収録されている。1977年にはハヤカワ文庫版と同じ内容でとして新潮社から新潮文庫版の『白い服の男』が刊行された。
- 星新一『白い服の男』新潮社〈新潮文庫〉、2005年3月。ISBN 978-4-10-109812-8。
- 星新一『星新一ショートショート1001』 2巻、新潮社、1998年12月。ISBN 4-10-319426-X。
- 星新一『白い服の男』新潮社〈新潮文庫〉、1977年8月。
- 星新一『白い服の男』早川書房〈ハヤカワ文庫 JA34〉、1974年7月15日。
- 星新一『午後の恐竜』早川書房〈ハヤカワ・SF・シリーズ（新書）〉、1968年10月。

## 参照
1. ↑  初出リスト 星新一公式サイト
2. ↑  『西部戦線異状なし』『裸者と死者』『三国志』『風と共に去りぬ』が挙げられている。
3. ↑  『きまぐれ博物誌』所収、1971年
4. ↑  星新一「資料室Ⅰ　星新一年譜」『別冊新評 星新一の世界』第9巻第4号、新評社、1976年12月、p. 207。